# Vierge à l'Enfant entre l'archange saint Michel et l'apôtre saint André
La Vierge à l’Enfant entre l’archange saint Michel et l’apôtre saint André (en italien : « Madonna col Bambino tra i santi Michele Arcangelo e Andrea »)  est une peinture à huile sur bois, réalisée par Cima da Conegliano vers 1496-1498, conservée à la Galerie nationale de Parme en Italie. 

## Thèmes traités
L'iconographie chrétienne dans ses précisions thématiques y fait reconnaître :
- Une Vierge à l'Enfant dite aussi Madone : La Vierge Marie tenant l'Enfant Jésus dans ses bras
- Une Maestà : une Madone en majesté  car trônant, même si son siège de majesté est ici de vestiges de pierres  il est encadré des traces ouvragées d'un édifice richement décoré.
- Une Conversation sacrée : car elle est entourée par deux figures saintes reconnaissables à leurs attributs (certaines anachroniques pour exprimer non une scène historique mais éternelle) : 
  - La figure céleste de l'archange saint Michel (ailes, armure rouge,  lance, balance des âmes du Jugement dernier) ;
  - Un saint André (croix de son martyre).

C'est aussi une œuvre innovatrice par :
- Une scène de plein air : d'une grande dimension spatiale comportant un premier plan architectural et des détails lointains, une ville fortifiée, un ciel nuageux... sortant ainsi des habitudes picturales de son temps plaçant les protagonistes dan sun lieu sacré catholique.
- Référence à l'Antiquité  : exprimant la symbolique du remplacement du vieux monde antique par l'église nouvelle.

## Description

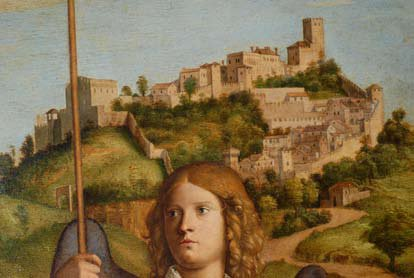
Détail du paysage

La composition prend place dans un grand format vertical à haut cintré.
La Vierge porte sur sa tête un voile doré et l'Enfant sur ses genoux,  lui tenant sa main droite levée ; celui-ci, nu,  bénit de cette main le monde en le regardant (et les spectateurs).
Le groupe de la Vierge à l'Enfant est situé au centre de la composition, incliné vers la droite, entouré à gauche par saint Michel archange, et à droite par saint André portant une grande croix.
La partie droite du tableau occupée par les ruines antiques est fortement éclairée depuis la droite, la partie centrale à l'ombre renforçant le groupe sacré placé sur le devant.
L'architecture antique, si elle comporte  des ruines (mur écroulé à droite, pierres et débris devant) expose également  des éléments intacts :  des grotesques sur  un pilastre, des colonnes et leurs chapiteaux.
Saint Michel à gauche est bien visible et détaillé, éclairé et se détachant sur un fond de paysage lointain portant une ville fortifiée (le bourg de Conegliano de la province de Trévise) sur un promontoire rocheux devant un ciel bleu agrémenté de nuages sur son haut, à droite comme à gauche.

## Analyse
Cima da Conegliano mêle le sacré chrétien et l'Antique, pour exposer l'évolution du monde selon les préceptes des humanistes de la Renaissance, du païen au religieux et s'appuie également sur ses innovations picturales pour le dire : il sort la représentation traditionnelle de la conversation  sacrée du lieu religieux, de l'intérieur d'une église ou d'un temple en l'exposant à l'extérieur, à la nature, en détaillant un paysage avec la vie des hommes (ville de Conegliano avec ses remparts et bâtiments précis), une nature qui dégrade l'ancien et ses éléments qui ne sont plus ceux de l'actualité humaine mais passée (palais antique).
La lumière dorée, comme le voile de la Vierge, accentue  le caractère sacré de la scène.
La perspective très fuyante du fronton vu de côté accentue la séparation des deux mondes, le  nouveau de l'ancien.